# Chris & Don
Chris & Don: A Love Story é um documentário de 2007 que narra o relacionamento de longa data entre o autor Christopher Isherwood e seu amante muito mais jovem, o artista Don Bachardy. Chris & Don combina entrevistas atuais, imagens de arquivo filmadas pelo casal na década de 1950, trechos dos diários de Isherwood e animações divertidas para contar seu romance. Foi dirigido por Guido Santi e Tina Mascara, e foi o filme central do NewFest, o New York LGBTQ Film Festival, em 2008.

## Enredo
Chris & Don conta a história de um romance que começou nas praias de Santa Monica na década de 1950, quando Christopher Isherwood, aos 48 anos, conheceu Don Bachardy, então com dezoito anos. Isherwood, um autor consagrado com obras como The Berlin Stories, que ajudou a inspirar grande parte de Cabaret, ajudou Bachardy a descobrir e desenvolver sua afinidade pelo desenho e pela pintura ao se tornar um renomado pintor de retratos durante a segunda metade do século XX até o presente. O documentário inclui informações de amigos, incluindo Liza Minnelli e John Boorman, que contam sobre as inúmeras lutas que os dois enfrentaram como um dos primeiros casais assumidamente gays de Hollywood. Apesar da diferença de idade, o casal resistiu até Isherwood sucumbir ao câncer de próstata em 1986.

## Recepção crítica
O filme recebeu críticas positivas da crítica. O agregador de resenhas Metacritic relatou uma pontuação de 81 em 100, com base em 19 resenhas dos principais jornais e revistas. Muitos críticos também traçaram paralelos entre a decisão da Suprema Corte da Califórnia afirmando o casamento entre pessoas do mesmo sexo e o lançamento do filme.